# 大谷光照
大谷 光照（おおたに こうしょう）は、日本の宗教家で浄土真宗本願寺派第23世宗主、伯爵。法名は勝如。 昭和天皇の従兄弟にあたる。

## 経歴
第22世法主大谷光瑞（鏡如上人）の実弟大谷光明 （浄如上人）の長男として京都府京都市で誕生した。母は九条道孝の七女紝子（きぬこ）、紝子の姉は大正天皇皇后（貞明皇后）の節子。
1914年（大正3年）、西本願寺の疑獄事件に端を発して光瑞が法主の座を引退、弟の光明に継承権があったが、光瑞が遠慮を求めて光明も就任を辞退した。新々門であった光照は当時4歳であったため、大谷家側近（近松尊定、六雄澤慶など）が4代にわたり管長代理を務めた。1927年（昭和2年）に得度して第23世法主を継職。以後50年の間、本願寺派教団の陣頭指揮にあたった。
その後、旧制第一高等学校を経て1935年（昭和10年）に東京帝国大学文学部東洋史学科卒業。1937年（昭和12年）4月、徳大寺実厚長女の嬉子と結婚。子に大谷光真、大谷紀美子ら。1977年（昭和52年）、門主を引退し前門となる。

### 戦前戦中の活動
青年法主光照は、昭和の戦時下の教団を指導した。1933年（昭和8年）には声明集の改定に取り組むなどする一方で、1941年（昭和16年）に宗制を改定、従来神祇不拝を旨としていた宗風を放棄し、「王法為本ノ宗風ヲ顕揚ス是レ立教開宗ノ本源ナリ」と宣言。国家神道と結びついた「戦時教学」を推進した。
特に、親鸞の著作に皇室不敬の箇所があるとして該当部分を削除するよう命じたり（聖典削除問題）、門信徒に戦争協力を促す消息（声明）を発して戦時体制を後押しした。戦時中に発布された消息（聖典とされている宗祖親鸞の撰述に準じるとされていた）では、天皇のため命を捧げよと次のように説いている。
光照自身も度々軍隊慰問を行い、南京攻略戦直後には自ら南京に入城し犠牲者追弔会を行った。教団も戦争協力の名目で大量の戦時国債を購入し、戦後の教団財政の危機を招くこととなった。

### 戦後の主な活動
西本願寺は敗戦後GHQの指導のもとで、宗制の改革を行い、宗主の権限を縮小し、西本願寺の象徴的存在へと変更となる。1945年（昭和20年）まで、法主または門跡と呼称されたが、1946年（昭和21年）より、門主と改称される。
- 1946年（昭和21年） - 管長制廃止などの教団制度改革を実施
- 1948年（昭和23年） - 蓮如上人450回遠忌法要
- 1961年（昭和36年） - 親鸞聖人700回大遠忌法要
- 1973年（昭和48年） - 親鸞聖人誕生800年・立教開宗750年慶讃法要
- 1975年（昭和50年） - 来日中で京都を訪れた英国女王エリザベス二世が本願寺を拝観。拝観に際して門主自ら案内する。[1]
- 1977年（昭和52年） - 門主を退任し、前門となる。

### 主な職歴
- 1952年（昭和27年） - 第2回世界仏教徒会議名誉総裁
- 1955年（昭和30年） - 全日本仏教会会長
- 1956年（昭和31年） - 全国教誨師連盟総裁
- 1961年（昭和36年） - 全日本仏教会会長（2回目）
- 1962年（昭和37年） - 財団法人全国教誨師連盟総裁
- 1969年（昭和44年） - 全日本仏教会会長（3回目）
- 1970年（昭和45年） - 世界宗教者平和会議京都大会名誉総裁

(本願寺派の)戦争責任や戦時教学のその後
今日、戦時中「戦時教学」を推し進め、その指導的立場にあった光照らの戦争責任を問う声もある。戦時教学や戦争協力につき、光照の責任を問う声は教団内においてもあり、教区によっては相当批判が強かったとも言われるが、光照の存命中はこの問題が教団レベルで正式に是正されることはついになかった。戦時教学については、2002年の光照の死後、2004年5月に戦時中に出された消息を慚愧の対象として事実上失効させる宗令が出され、その後さらに、2007年9月の臨時宗会において、教団の憲法とされる宗制で"歴代門主の消息は聖典に準じる"と定められていたものを、"初代親鸞、三代覚如、八代蓮如の消息に限る"という形に変えたことで、教団としての此の問題は解決したとされている。

## 人物
- 門主在任中には、正信偈の改譜をはじめ、法式規範などを着々と整備していったことからも窺えるように、儀式儀礼には非常に厳格な面があった。
- 趣味は切手収集、テニス、ゴルフ好きでも知られた。

## 著書
- 『唐代の仏教儀礼』（有光社、1937年）
- 『『法縁』抄 : 勝如上人の九十年』（本願寺出版社、2002年7月）ISBN 4894169916